# 43605 Gakuho
43605 Gakuho è un asteroide della fascia principale. Scoperto nel 2001, presenta un'orbita caratterizzata da un semiasse maggiore pari a 2,5453226 UA e da un'eccentricità di 0,1381018, inclinata di 13,24934° rispetto all'eclittica.